# Graeme Le Saux
Graeme Pierre Le Saux (Jersey, 1968. október 17. –) angol válogatott labdarúgó. Általában balhátvédként játszott, de bevethető volt a középpályán és a bal szélen is.

## Pályafutása

### Chelsea
Le Saux a St Paul's of Jersey-nél kezdte pályafutását, majd 1987-ben a Chelsea-hez igazolt. Két évvel később debütált a Portsmouth ellen, az 1990–91-es szezonban már állandó játéklehetőséget kapott. Első Chelsea-s időszaka azonban nem végződött a legjobban. Egy Southampton elleni mérkőzésen a földre dobta a mezét, miután Ian Porterfield edző lecserélte. Ezután 1993 márciusában a Blackburn Rovers-hez igazolt 700,000 fontért.

### Blackburn Rovers
Le Saux olyan játékosokkal játszott együtt a Blackburn-ben, mint Alan Shearer, Chris Sutton és Tim Flowers. Első szezonjában a csapat ezüstérmes lett a bajnokságban, egy évvel később pedig bajnoki címet ünnepelhettek. A következő szezon második felét sérülés miatt kihagyta, ami miatt az 1996-os Európa-bajnokságon sem vehetett részt.

### Visszatérés a Chelsea-be
1997 augusztusában Le Saux lett az angol labdarúgás legdrágább védője, miután visszatért első profi klubjához, a Chelsea-hez 5 millió font ellenében. Hat itt töltött szezonja alatt Ligakupát és KEK-et nyert a csapattal 1998-ban, valamint 2000-ben FA Kupát, de a három döntő közül kettőt sérülés miatt ki kellett hagynia.

### Southampton
A Southampton-hoz 2003-ban igazolt át, cserébe Wayne Bridge a Chelsea játékosa lett. Itt két szezonban játszott, majd 2005 májusában bejelentette visszavonulását, miután csapata kiesett az élvonalból.

### Válogatott
Le Saux 36 mérkőzésen lépett pályára az angol válogatottban. Először egy Dánia elleni barátságos mérkőzésen játszott a válogatottban. Részt vett az 1998-as világbajnokságon, Anglia minden mérkőzésén pályán volt. Egyetlen gólját Brazília ellen szerezte.

## Sikerei, díjai
Chelsea
- Angol másodosztályú bajnok: 1988-89
- Angol Ligakupa-győztes: 1998
- KEK-győztes: 1998

Blackburn Rovers
- Angol bajnok: 1994-95
- Premier League ezüstérmes: 1993-94

## Külső hivatkozások
- Graeme Le Saux pályafutásának statisztikái a Soccerbase oldalon (angolul)